# Film (horvát együttes)
A Film egy horvát new wave együttes, amely 1978-ban alakult Zágrábban. 1986-ban feloszlottak, majd frontemberük, Jura Stublić újjaalakította a zenekart 1987-ben, ekkor a nevük Jura Stublić & Filmre változott.

## Tagok
- Jura Stublić – ének
- Mladen Jurčić (Max)
- Marino Pelaić (Baracuda) – basszus
- Ivan Stančić (Piko) – dob

## Lemezeik

### Nagylemezek
- Još jučer samo na filmu a sada i u vašoj glavi (1981)
- Zona sumraka (1982)
- Sva čuda svijeta (1983)
- Signali u noći (1985)
- Sunce sja! (1987)
- Zemlja sreće (1989)
- Hrana za golubove (1992)

### Kislemezek
- Kad si mlad / Zajedno (1980)
- Zamisli / Radio ljubav (1981)
- Zagreb je hladan grad / Pljačka stoljeća (1982)
- Zona sumraka / España (1982)
- Boje su u nama / Istina piše na zidu (1983)
- Ti zračiš zrake kroz zrak / Mi nismo sami (1983)